# 159799 Kralice
159799 Kralice este un asteroid din centura principală de asteroizi.

## Descriere
159799 Kralice este un asteroid din centura principală de asteroizi. A fost descoperit pe 15 septembrie 2003 la Observatorul Kleť, în cadrul proiectului KLENOT. Asteroidul prezintă o orbită caracterizată de o semiaxă mare de 2,72 ua, o excentricitate de 0,09 și o înclinație de 12,7° în raport cu ecliptica.